# Bab's Diary
Bab's Diary é um filme norte-americano de 1917, do gênero comédia romântica, dirigido por J. Searle Dawley, com roteiro de Martha D. Foster baseado no conto "Her Diary", de Mary Roberts Rinehart, publicado no Saturday Evening Post em 17 de fevereiro de 1917.

## Elenco
- Marguerite Clark - Bab Archibald
- Nigel Barrie - Carter Brooks
- Leone Morgan - Jane Gray
- Frank Losee - Sr. Archibald
- Isabel O'Madigan - Sra. Archibald
- Richard Barthelmess - Tommy Gray
- Helen Greene - Leila Archibald
- Guy Coombs - Harry
- John B. O'Brien - Harold Valentine
- George Odell